# Јуџин Ливи
Јуџин Ливи (енгл. Eugene Levy; 17. децембар 1946) канадски је глумац. Познат је по улози Ное Левенстина у филмском серијалу Америчка пита и једини је глумац који се појављивао у свих осам делова серијала.